# Saison 6 de The Middle
Chronologie
Saison 5 Saison 7
Cet article présente la liste des épisodes de la sixième saison de la série télévisée américaine The Middle.

## Généralités
- Aux États-Unis, cette sixième saison a été diffusée du 24 septembre 2014 au 13 mai 2015 sur le réseau ABC[1].
- Au Canada, elle est diffusée le vendredi suivant à 21 h 30 sur Citytv[2].
- En France, cette saison est diffusée entre le 19 mars 2016[3] et le 23 avril 2016 sur Comédie+ puis dès le 24 septembre 2016 sur NRJ 12[4].
- Le 24 octobre 2014, ABC commande deux épisodes supplémentaires portant finalement la saison à 24 épisodes[5].

## Distribution

### Acteurs principaux
- Patricia Heaton (VF : Véronique Augereau) : Frances « Frankie » Heck, la mère de la famille
- Neil Flynn (VF : Patrick Béthune) : Mike Heck, le mari de Frankie, et donc le père de la famille.
- Charlie McDermott (VF : Olivier Martret) : Axl Heck, le fils rebelle de la famille
- Eden Sher (VF : Olivia Luccioni) : Sue Heck, la fille étrange de la famille
- Atticus Shaffer (VF : Tom Trouffier) : Brick Heck, le plus jeune fils

### Acteurs récurrents
- Brock Ciarlelli (VF : Adrien Jolivet) : Brad Bottig
- Alphonso McAuley (VF : Gauthier Battoue) : Hutch
- John Gammon (VF : Stanislas Forlani) : Darrin
- Casey Burke (VF : Clara Quilichini) : Cindy
- Gia Mantegna (VF : Laëtitia Coryn) : Devin Levin

### Acteurs invités
- Richard Kind (VF : Stéphane Bazin) : Dr. Niller[6]
- Jimmy Kimmel : lui-même
- Jerry Hardin : Vieux Fermier
- Phyllis Smith (VF : Marie-Martine) : Mme Huff
- Kirstie Alley : Pam Staggs
- Brian Doyle-Murray (VF : Vincent Grass) : Don Ehlert

## Épisodes

### Épisode 1:Une dent contre ses bagues
- États-Unis : 24 septembre 2014 sur ABC[1]
- Canada : 26 septembre 2014 sur Citytv
- France : 19 mars 2016 sur Comédie+

- États-Unis : 7,59 millions de téléspectateurs[7] (première diffusion)

### Épisode 2:Le Casier solitaire
- États-Unis : 1er octobre 2014 sur ABC
- Canada : 3 octobre 2014 sur Citytv
- France : 19 mars 2016 sur Comédie+

- États-Unis : 7,42 millions de téléspectateurs[8] (première diffusion)

### Épisode 3:La Matière principale
- États-Unis : 8 octobre 2014 sur ABC
- Canada : 10 octobre 2014 sur Citytv
- France : 19 mars 2016 sur Comédie+

- États-Unis : 7,70 millions de téléspectateurs[9] (première diffusion)

### Épisode 4:La Table
- États-Unis : 22 octobre 2014 sur ABC
- Canada : 24 octobre 2014 sur Citytv
- France : 19 mars 2016 sur Comédie+

- États-Unis : 7,29 millions de téléspectateurs[10] (première diffusion)

Jimmy Kimmel.

### Épisode 5:Halloween et les Bonnes Manières
- États-Unis /  Canada : 29 octobre 2014 sur ABC / Citytv
- France : 26 mars 2016 sur Comédie+

- États-Unis : 6,99 millions de téléspectateurs[11] (première diffusion)

### Épisode 6:Le Trou de l'évier
- États-Unis : 12 novembre 2014 sur ABC
- Canada : 14 novembre 2014 sur Citytv
- France : 26 mars 2016 sur Comédie+

- États-Unis : 8,10 millions de téléspectateurs[12] (première diffusion)

### Épisode 7:Thanksgiving
- États-Unis : 19 novembre 2014 sur ABC
- Canada : 21 novembre 2014 sur Citytv
- France : 26 mars 2016 sur Comédie+

- États-Unis : 8,32 millions de téléspectateurs[13] (première diffusion)

### Épisode 8:Les Visites de campus
- États-Unis : 3 décembre 2014 sur ABC
- Canada : 8 janvier 2015 sur Citytv
- France : 26 mars 2016 sur Comédie+

- États-Unis : 7,04 millions de téléspectateurs[14] (première diffusion)

### Épisode 9:Les Clichés de Noël
- États-Unis : 10 décembre 2014 sur ABC
- Canada : 14 janvier 2015 sur Citytv
- France : 2 avril 2016 sur Comédie+

- États-Unis : 8,11 millions de téléspectateurs[15] (première diffusion)

### Épisode 10:Fichue Pam Staggs
- États-Unis /  Canada : 7 janvier 2015 sur ABC / Citytv
- France : 2 avril 2016 sur Comédie+

- États-Unis : 8,46 millions de téléspectateurs[16] (première diffusion)

### Épisode 11:Une carrière à la carrière
- États-Unis /  Canada : 14 janvier 2015 sur ABC / Citytv
- France : 2 avril 2016 sur Comédie+

- États-Unis : 7,79 millions de téléspectateurs [17] (première diffusion)

### Épisode 12:Voyage en train
- États-Unis /  Canada : 4 février 2015 sur ABC / Citytv
- France : 2 avril 2016 sur Comédie+

- États-Unis : 8,26 millions de téléspectateurs[18] (première diffusion)

### Épisode 13:La Saint-Valentin
- États-Unis /  Canada : 11 février 2015 sur ABC / Citytv
- France : 9 avril 2016 sur Comédie+

- États-Unis : 7,82 millions de téléspectateurs[19] (première diffusion)

### Épisode 14:Bien sûr!
- États-Unis /  Canada : 18 février 2015 sur ABC / Citytv
- France : 9 avril 2016 sur Comédie+

- États-Unis : 7,70 millions de téléspectateurs[20] (première diffusion)

### Épisode 15:Treize ans et trois mois
- États-Unis /  Canada : 25 février 2015 sur ABC / Citytv
- France : 9 avril 2016 sur Comédie+

- États-Unis : 7,47 millions de téléspectateurs[21] (première diffusion)

### Épisode 16:Drague interdite
- États-Unis /  Canada : 4 mars 2015 sur ABC / Citytv
- France : 9 avril 2016 sur Comédie+

- États-Unis : 8,20 millions de téléspectateurs[22] (première diffusion)

### Épisode 17:L'Attente
- États-Unis /  Canada : 25 mars 2015 sur ABC / Citytv
- France : 16 avril 2016 sur Comédie+

- États-Unis : 7,34 millions de téléspectateurs[23] (première diffusion)

### Épisode 18:Opération infiltration
- États-Unis /  Canada : 1er avril 2015 sur ABC / Citytv
- France : 16 avril 2016 sur Comédie+

- États-Unis : 7,64 millions de téléspectateurs [24] (première diffusion)

### Épisode 19:Le Sombrero
- États-Unis /  Canada : 8 avril 2015 sur ABC / Citytv
- France : 16 avril 2016 sur Comédie+

- États-Unis : 7,28 millions de téléspectateurs[25] (première diffusion)

### Épisode 20:Le Dilemme de la nouille
- États-Unis /  Canada : 15 avril 2015 sur ABC / Citytv
- France : 16 avril 2016 sur Comédie+

- États-Unis : 7,52 millions de téléspectateurs[26] (première diffusion)

### Épisode 21:Les Deux font la paire
- États-Unis /  Canada : 22 avril 2015 sur ABC / Citytv
- France : 23 avril 2016 sur Comédie+

- États-Unis : 7,82 millions de téléspectateurs[27] (première diffusion)

### Épisode 22:Tête à tête
- États-Unis /  Canada : 29 avril 2015 sur ABC / Citytv
- France : 23 avril 2016 sur Comédie+

- États-Unis : 7,39 millions de téléspectateurs[28] (première diffusion)

### Épisode 23:Ma tasse de thé
- États-Unis /  Canada : 6 mai 2015 sur ABC / Citytv
- France : 23 avril 2016 sur Comédie+

- États-Unis : 6,99 millions de téléspectateurs[29] (première diffusion)

### Épisode 24:La Diplômée
- États-Unis /  Canada : 13 mai 2015 sur ABC[30] / Citytv
- France : 23 avril 2016 sur Comédie+

- États-Unis : 7,03 millions de téléspectateurs[31] (première diffusion)